# ズンデルン (ザウアーラント)
ズンデルン (ザウアーラント) (ドイツ語: Sundern (Sauerland), ドイツ語発音: [ˈzʊndɐn])はドイツ連邦共和国ノルトライン＝ヴェストファーレン州アルンスベルク行政管区のホーホザウアーラント郡に属す市である。

## 地理

### 位置
ズンデルンの市域は、ライン・シーファー山地の北斜面に位置している。市域内をレール川とゾルペ川が流れている。ズンデルンの西部にはゾルペ湖沿いのレジャー地区がある。本市は 500 m 以上の高さの山に囲まれている。南部に市内最高地点、高さ 648 m のショムベルクがある。市域の大部分がザウアーラント＝ロタール山地自然公園内に位置している。

### 隣接する市町村
本市は、北はアルンスベルク、北東はメシェデ、南東はエスローエ (ザウアーラント)と境を接している（以上いずれもホーホザウアーラント郡）。南はフィネントロプ（オルペ郡）、南西はプレッテンベルク、西はノイエンラーデおよびバルヴェ（以上メルキシャー郡）である。

### 市の構成

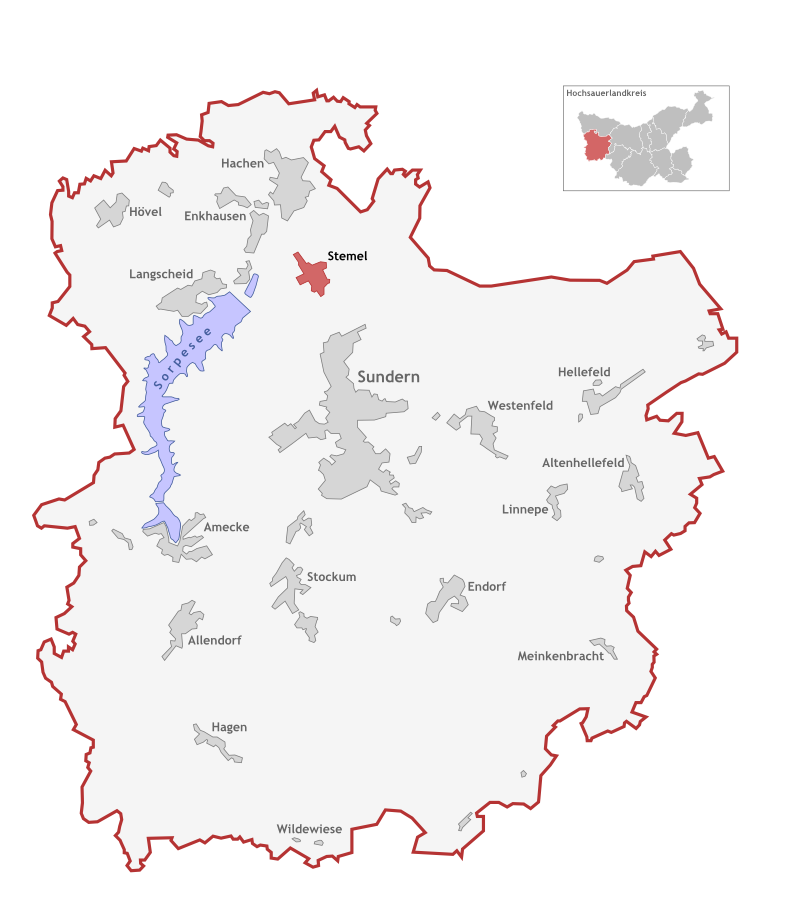
ズンデルンの市区図

| - ズンデルン中核市区（12,045人） - アレンドルフ / ヒュッテブリュッヒェン（1,390人） - ハーゲン / ヴィルデヴィーゼ（816人） - アメッケ / ブルーフハウゼン（1,526人） - シュトックム / デルンホルトハウゼン / ザイトフェルト（1,971人） - エンドルフ / レックリングハウゼン（1,671人） - マインケンブラハト（184人） - リネペ（405人） | - アルテンヘレフェルト（411人） - ヘレフェルト / ヘルプリングハウゼン（695人） - ヴェステンフェルト（925人） - シュテメル（840人） - ハッヒェン（2,704人） - ラングシャイト（2,342人） - エンクハウゼン / エスティングハウゼン（783人） - ヘーフェル（549人） |

かっこ内は2010年12月31日現在の人口。

## 歴史
現在のズンデルン市のいくつかの地区は、ケルン大司教の教会組織構築に関連して初めて文献に記録されている。エンドルフには、10世紀初めに創設されたメシェデ修道院に属す重要な農場群があった。アルンスベルク伯もザイトフェルト、アメッケあるいはヘニヒハウゼン付近にかなりの所領を有しており、1165年に初めて記録されている。アルンスベルク伯の農地開拓時代にシュトックム（976年）、ハーゲン（1296年）、ズンデルン（1310年以前）、ラングシャイデ（1307年）が建設された。この伯領がケルン選帝侯のヴェストファーレン公領に移行した後、アレンドルフ（1407年）とその都市権について記録された。アレンドルフ、ズンデルン、ハーゲン、ハッヒェン、ラングシャイトが公領の領邦会議によって「シュテットクーリエ」（都市領）のメンバーとされたが、ズンデルン地域からはヴレーデ男爵領（アメッケ）とプレッテンベルク男爵領（シュトックム）が「リッタークーリエ」（騎士領）とされている。
中世にズンデルンがハンザへの加盟を要求したかどうかは、常に議論の的となっている。近世、現在の本市の市域は鉱物採掘と鉄精錬の中心地となった。初期の鉱業に関する遺跡は、アレンドルフ市区のヘルマンス坑やベンクハウゼンの旧「クアフュルスト・エルンスト」鉱山で見られる。工業化によってこうした収入源は広い範囲で崩壊した。現在の市域の一部は再農業化され、移民運動が高まった。特にレールタール鉄道の建設によって、19世紀末に金属工業の完成品製造業に下支えされた新たな経済振興が始まった。
ズンデルン市議会は、2011年9月15日に魔女狩りの犠牲者に対する社会的名誉回復を満場一致で宣言した。

### 市町村合併
ズンデルン市は、1975年1月1日にそれまで独立していた市町村アレンドルフ (ザウアーラント)、アルテンヘレフェルト、アメッケ (ゾルペゼー)、エンドルフ、エンクハウゼン、エスティングハウゼン、ハッヒェン、ハーゲン、ヘレフェルト、ヘルプリングハウゼン、ヘーフェル、ラングシャイト (ゾルペゼー)、リネペ、マインケンブラハト、シュテーメル、シュトックム、ズンデルン (ザウアーラント)、ヴェステンフェルト、ヴィルデヴィーゼが（しばしば抵抗を受けながらも）合併して成立した。その法的裏付けは、「ザウアーラント/パーダーボルン法」の § 6 の第1項であった。

### 人口推移
市町村合併前の人口推移
| - 1858年: 0.0955 - 1871年: 01,088 - 1885年: 01,154 - 1895年: 01,336 - 1905年: 01,678 - 1925年: 02,758 | - 1933年: 03,851 - 1939年: 04,284 - 1961年: 07,398 - 1970年: 09,525 - 1974年: 10,067 |

市町村合併後の人口推移（1987年は5月25日、それ以外は12月31日の値である）
| - 1987年: 25,824 - 1990年: 27,250 - 1995年: 29,368 - 2000年: 29,867 - 2005年: 29,543 - 2010年: 28,730 - 2015年: 28,166 |

## 行政

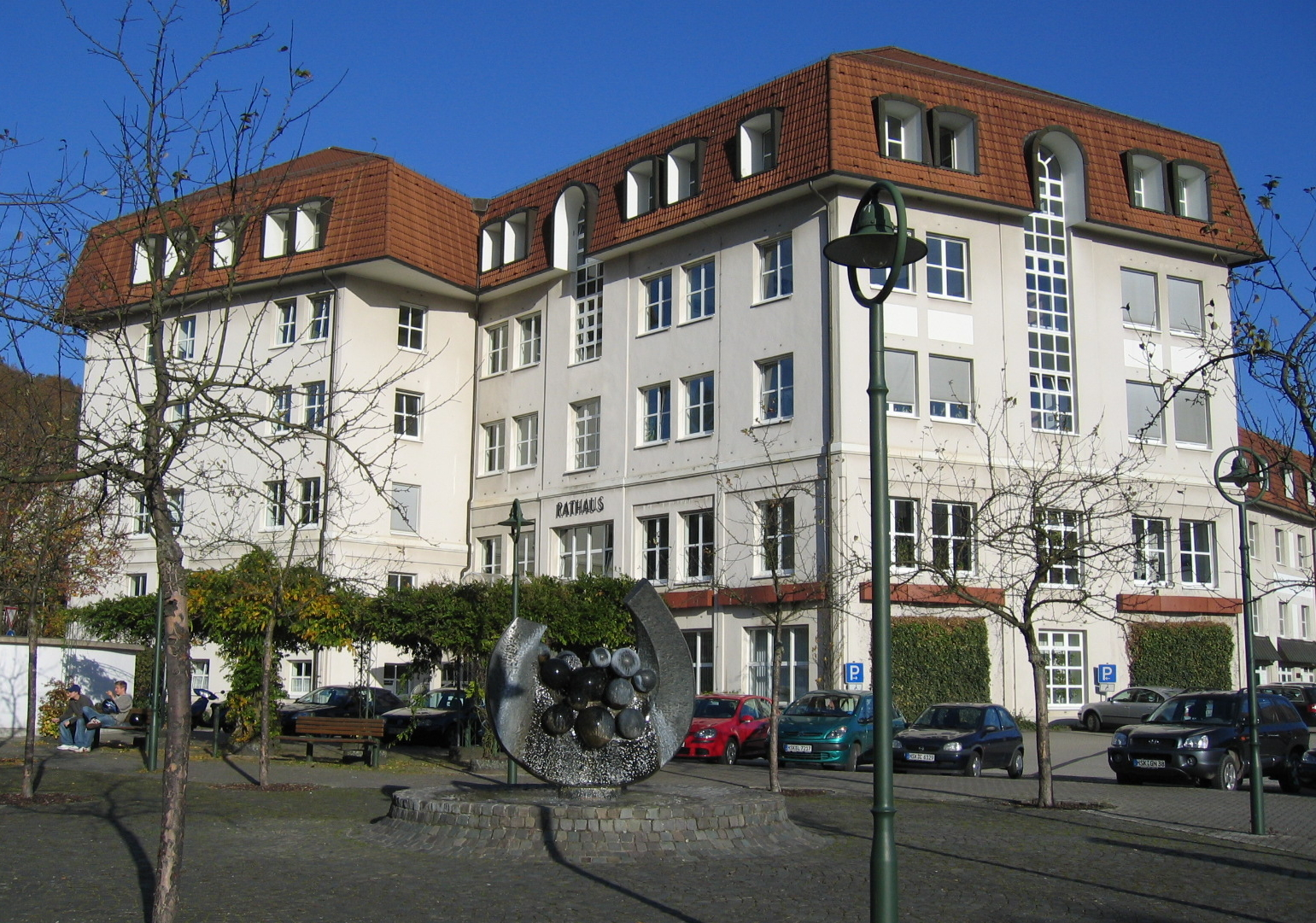
ズンデルン市庁舎

### 議会
ズンデルンの市議会は、40議席で構成されている。

### 首長
- 1969年 - 1999年　フランツ・ヨーゼフ・ティゲス
- 1999年 - 2009年　フリートヘルム・ヴォルフ (CDU)
- 2009年 - 2015年　デトレフ・リンス (CDU)
- 2015年 - 2020年　ラルフ・ブローデル (SPD, Grüne, Linke, FDP, WISU)[8]
- 2020年 - 　クラウス＝ライナー・ヴィレーケ[9]

### 姉妹都市
ズンデルンは、以下の都市と姉妹都市協定を締結している。
- シルギスヴァルデ（ドイツ語版、英語版）（ドイツ、ザクセン州）1990年
- ブネ（フランス語版、英語版）（フランス、ヴァンデ県）1977年
- トルフー（フランス語版、英語版）（フランス、メーヌ＝エ＝ロワール県）1990年にハッヒェン市区と協定締結した。
- カロペッツァーティ（イタリア、カラブリア州）2009年

### 紋章
図柄: 銀地に金の光輪を持つ福音記者聖ヨハネ。彼は、青い服を着て、金色の髪で、右手に金の聖杯を持っている。聖杯の上に青い蛇が浮かんでいる。
解説: 自治体再編後、市議会は新たな紋章を用いることを決議した。この紋章はアルンスベルクの紋章コレクションに記されていたが、1956年まで紋章として公式に採用されなかった。聖杯と蛇をアトリビュートとする福音記者聖ヨハネはズンデルンと教区教会の守護聖人である。この紋章の公的な採用は1978年6月26日であった。

## 文化と見所

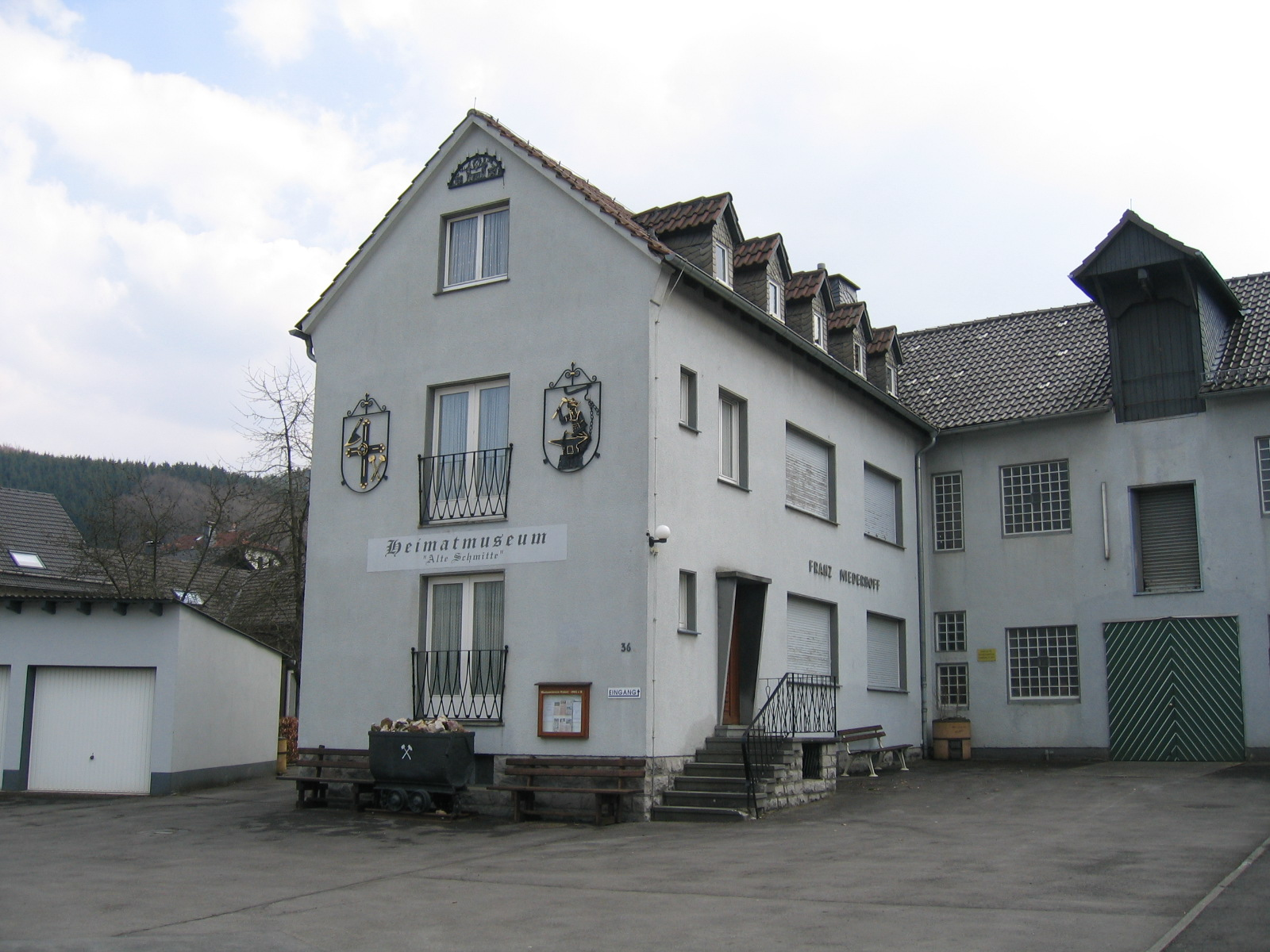
エンドルフの郷土・狩猟博物館「アルテ・シュミッテ」

- 中核市区には、郷土博物館「旧穀物酒蒸留所」がある。
- ハインリヒ＝リュプケ＝ハウスがエンクハウゼン市区にある。
- エンドルフには、郷土・狩猟博物館「アルテ・シュミッテ」がある。ここでは特に小さな見学鉱山や、エンドルフ出身の民俗学者マリア・レーリヒの学術的遺品がある。
- ハーゲン地区には小さな鉱山博物館がある。また、ここでは坑道ツアーが行われている。

- ハーゲンの鉱山博物館

### 建築物

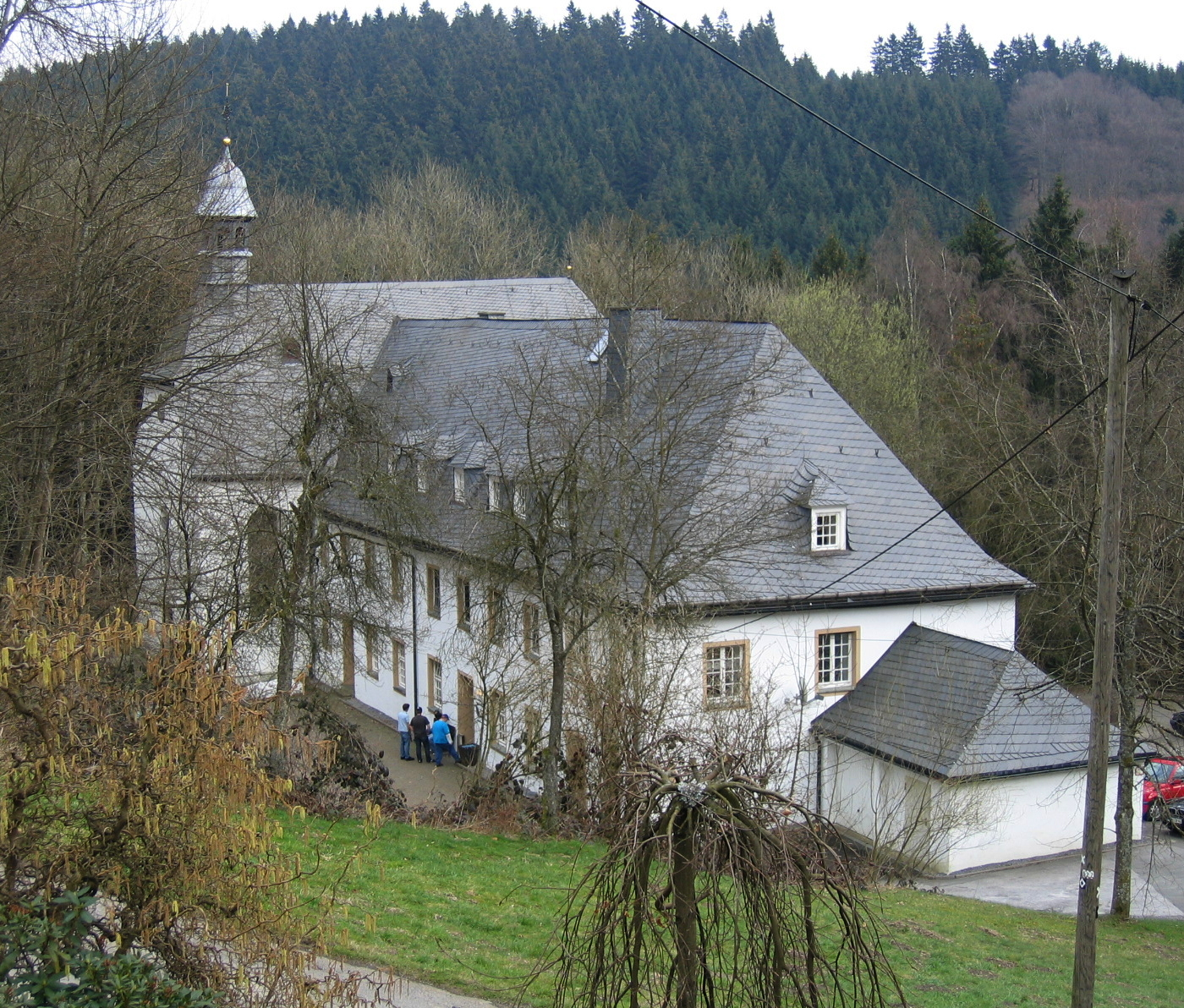
エンドルフのブルネン修道院

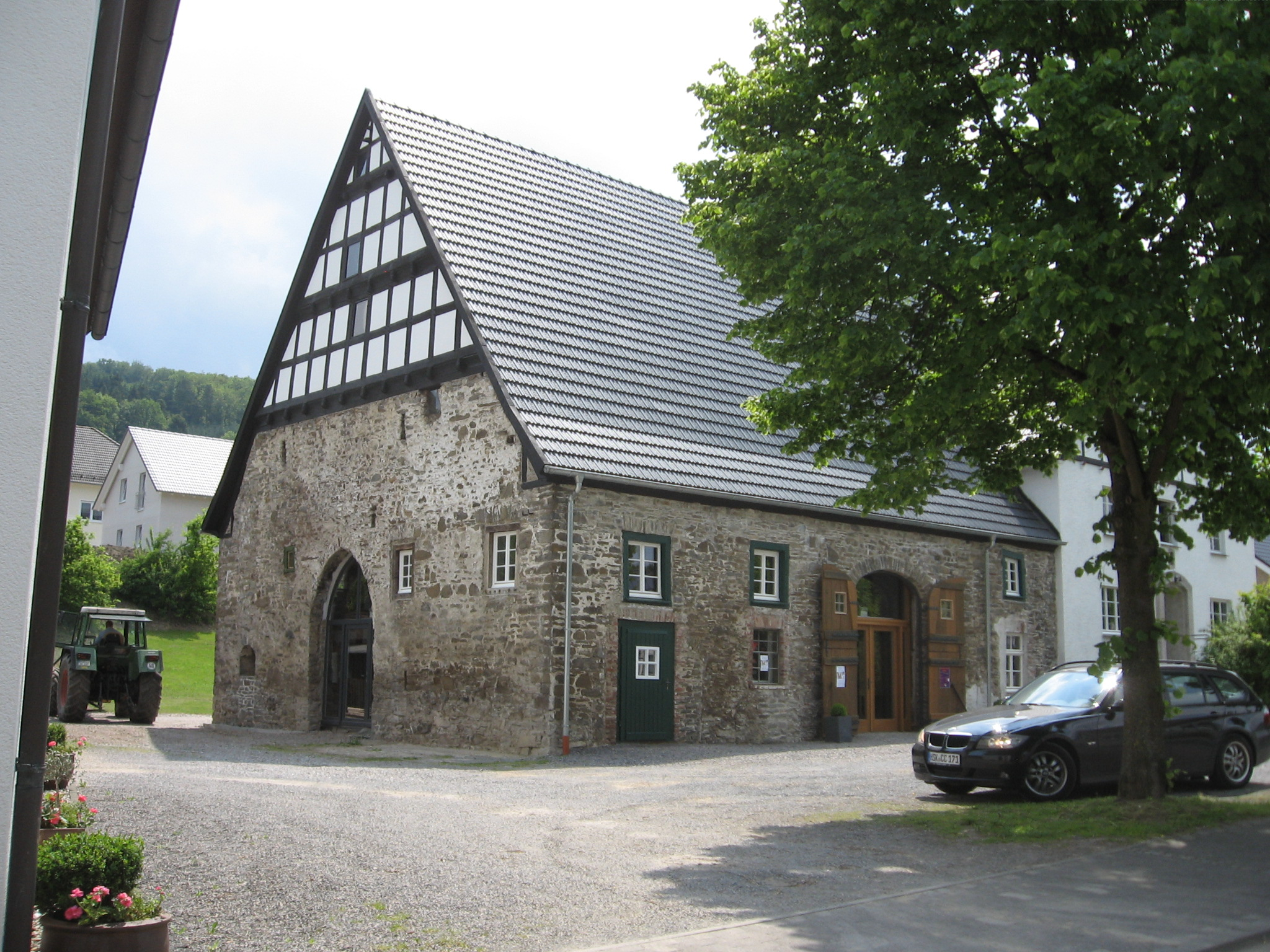
シュトラッケンホーフの最も古いシュタインヴェルク部分

エンドルフ集落から南東約 5 km の森の中に、見応えのある小さな教会と治癒力があるとされる泉を持つ19世紀半ばに閉鎖されたブルネン修道院がある。この修道院の創設者はケルン大司教クレメンス・アウグストである。有名なのは、18世紀半ばのオルガンで、現在もコンサートが行われる。教会内ではズンデルン市の周辺地区やエスローエから人々が参加して礼拝が行われている。修道院の建物自体は現在、カトリック青年団が利用している。1960年代までここには1クラスの国民学校があり「ツヴェルクシューレ」（複式学級を意味する）と呼ばれていた。1学年から8学年までを1人の教師が担当していた。ここにはブレンシェデとレーレンシュプリングの児童が在籍した。両集落はかつて、行政区分上はエンドルフに属していた。
カトリックの聖ヨハネス教区教会はネオゴシック建築である。
リネペとエンドルフとの間、デュムベルク (576 m) に10世紀の避難城砦「ギュレーネ・リング」の跡がある。
エンドルフにはこの他に、おそらくケルン選帝侯領ザウアーラントで現存する最古のシュタインヴェルクであるシュトラッケンホーフがある。この建物は取り壊しの危機にあった。利益共同体が創設され、取り壊しを免れた。主に建築文化財に対する連邦特別プログラムの資金援助で、2009年にこの建物の修復が始まった。2010年9月12日、公共文化財の日にシュトラッケンホーフの一部が公開された。
シュトックムの象徴的建造物が、11世紀に建造されたカトリックの聖パンクラティウス教区教会のスレート張りの教会塔である。教会にはロマネスク様式の十字架や12世紀のロマネスク様式の洗礼盤がある。
ハッヒェン城は、1000年頃にハッヒェン市区の山上に築かれた山城である。
18世紀後期のオルガンを有するアレンドルフ市区のバロック教会（1725年頃）も見応えがある。後期ゴシック様式の聖体安置塔、堂々たる緑の大理石で創られた主祭壇（1750年頃）がある。
2005年/2006年に、ヴィルデヴィーゼのショムベルクに高さ 60 m の移動通信用の通信塔が建設された。30 m の高さに展望台が設けられており、ザウアーラントの境界近くまで見渡すことができる。
- ブルネン修道院の修道院教会
- 聖ヨハネス教会
- ギュレーネ・リング
- 聖パンクラティウス教会
- ハッヒェン城趾
- ショムベルクの通信塔

### 自然文化財

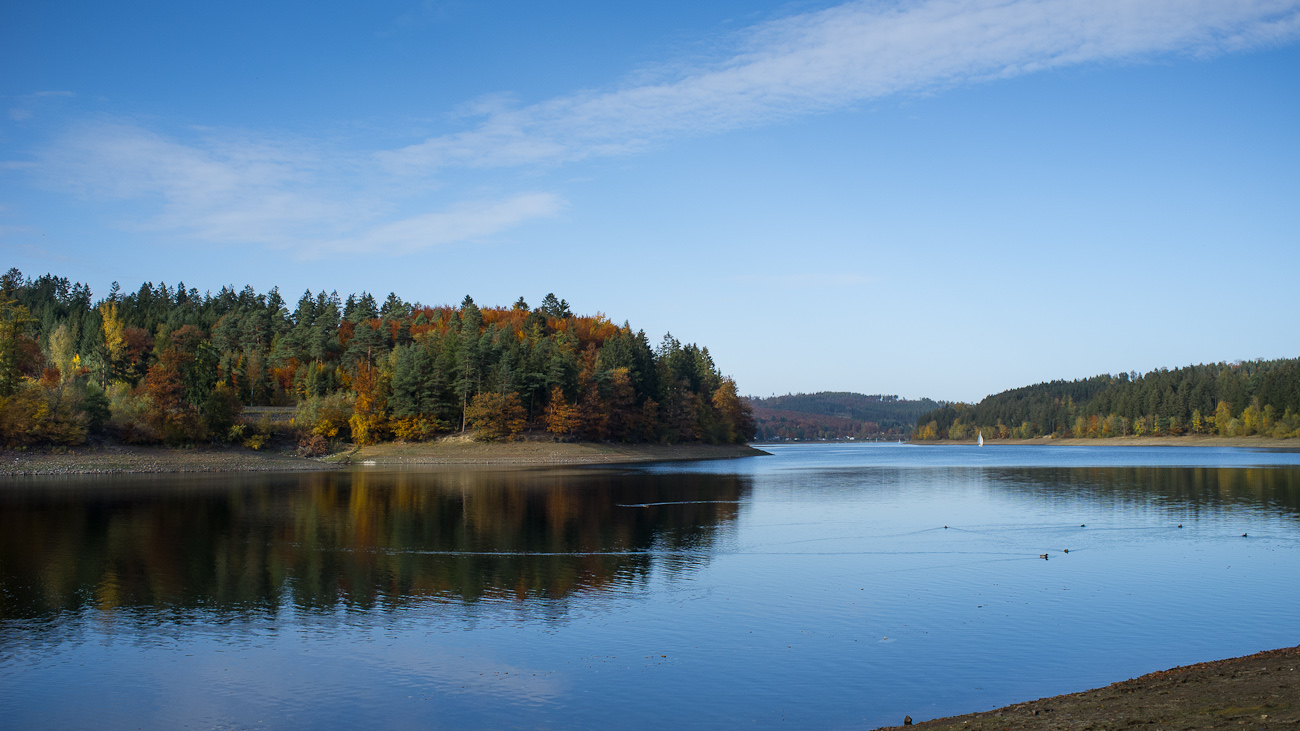
ゾルペ湖

- ゾルペ湖（ドイツ語版、英語版）　ザウアーラントの美しい堰止め湖の1つであるこの湖は、天然湖ではなく、人工の景観構造物である。
- エンドルファー・ミューレ北の珊瑚石灰石の露頭

### 自然保護区
市域内には16の自然保護区 (NSG) が存在する。
| - NSG ブラハフレッヒェ・イム・ゾルペタール - NSG ブルーフヴァルト・ボルメッケ - NSG エフェンベルク - NSG エンクハウザー・ベルク - NSG エルレンブルーフ・デンスターベルク - NSG エルレンブルーヒャー・ネルトリヒ・アメッケ - NSG グリューンラントブラーヒェ・ジュートエストリヒ・フォン・ハーゲン - NSG ナーゼヴァイデ・ジュートリヒ・デス・グローセン・カンプス | - NSG ナーゼヴァイデ・イム・リネペタール - NSG ニーダーヴァルト・オーディン - NSG リュンメッケ - NSG シュタイナート - NSG ウンテレス・ヘックマージーペン - NSG ヴァッヒェルデフォアコメン・グレーフェンベルク - NSG ヴァッヒェルダーゲビート・ヘルムシャイト - NSG ヴェステンフェルダー・カルクネプヒェン |

## 経済と社会資本

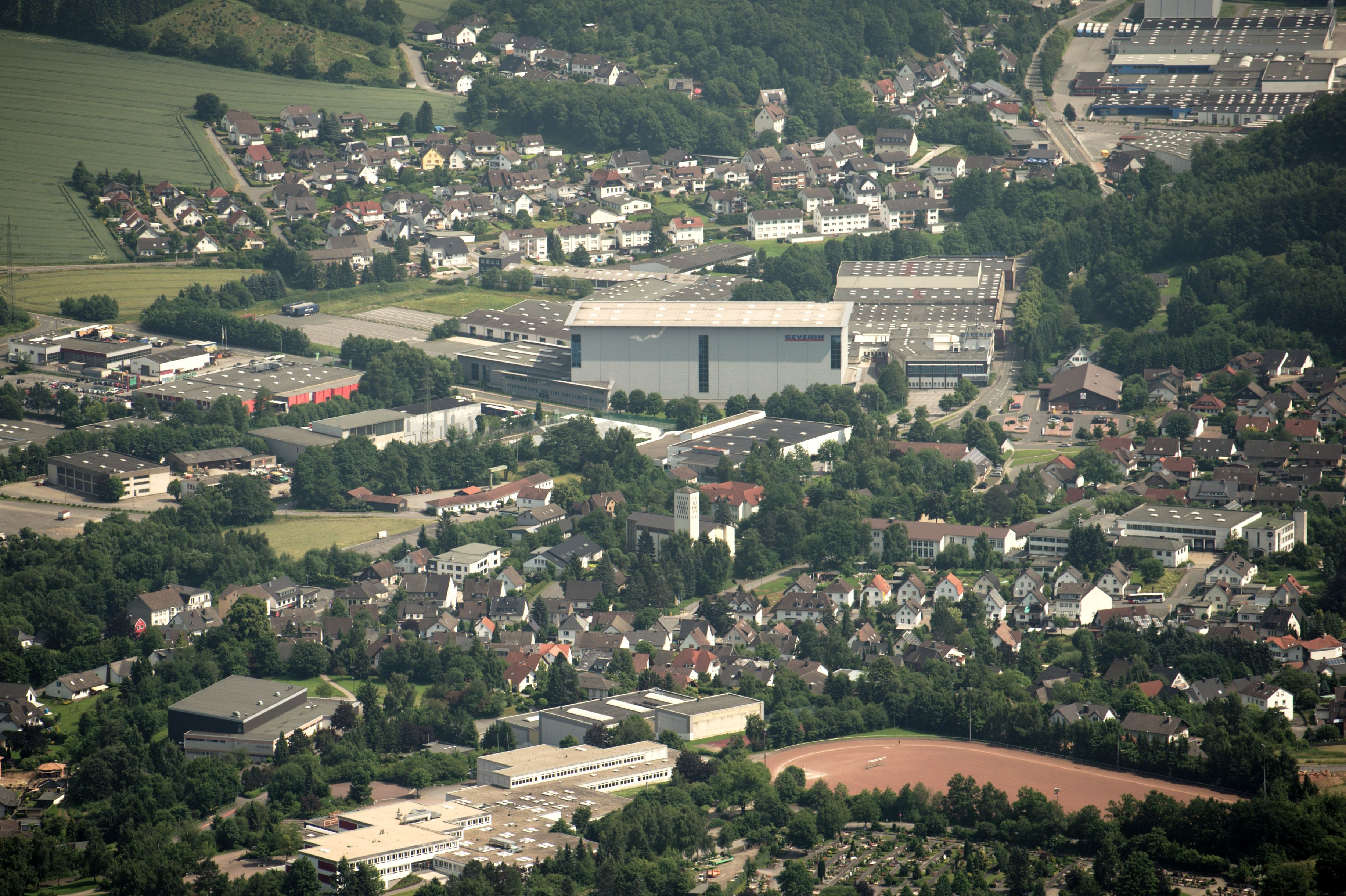
ゼヴェリーン本社

ハンマー・オービヒ・ゾンデルン（オービヒ・ゾンデルン (obig Sondern) はズンデルンの高台を意味する）の鉄加工業は、1768年の鍛造所開設にまで遡る。この鍛造所は1850年に製紙会社に改築された。農林業の他に鉱山採掘や精錬業が中世から19世紀末まで現在のズンデルン市の市域における重要な経済分野であった。
本市の産業構造は、中小企業によって構成されている。金属加工業、照明機器製造、紙や段ボールの生産が主な産業である。ゼヴェリーン（電子機器、日曜器具、キッチン用具製造）は、この街の最大級の企業の1つである。この他の重要な企業としては、ティルマン壁紙製造、シュルテ＝ウーファー日用品製造、自転車部品製造業者 SKS ジャーマニー、金具製造業者フランツ・ミーダーホフ OHG がある。カプリスト自動車は、スポーツカーの排ガス装置を製造している。
製造業者は、基本的にレール川沿いのズンデルン市区、シュテーメル市区、ハッヒェン市区の間に集中している。全業種の 70 % 強が製造業者という割合は平均を上回っているが、近年では商業やサービス業の重要性が増している。さらに、特にゾルペ湖周辺では観光業も、その重要性を増している。

### 交通
ズンデルンは、州道、郡道、地域道路によって結ばれている。連邦道は市域を通過している。連邦アウトバーンには直接つながっていない。鉄道はレールタール鉄道でネーハイム＝ヒュステンへ向かい、ここでオーベラー・ルールタール鉄道に乗り換える。あとは散発的に貨物列車や特別列車がごく希に通るだけである。近郊鉄道旅客交通の調整は、ヴェストファーレン＝リッペ近郊交通目的連合の近郊交通プランに盛り込まれており、ノルトライン＝ヴェストファーレン州の公共旅客近郊交通需要計画の再編成に向けて申請された。インフラが刷新された後には1時間間隔でのサービスが可能となり、国民経済にとって意味があることが、多くの専門家の評価で言及されている。公共旅客近郊交通においてズンデルンは鉄道および地方バス路線によってネーハイム＝ヒュステン駅やネーハイムの中心市街と結ばれている。この他にズンデルンとアルンスベルクとを結ぶ地方バス路線もある。さらに周辺集落を結ぶバス路線もある。
1955年から2006年までザイトフェルト集落近郊にグライダー飛行場のズンデルン＝ザイトフェルト飛行場があった。

### メディア
かつてズンデルンには地方新聞ヴェストフェリシェ・ルントシャウとヴェストファーレンポストのオフィスがあった。両新聞は、引き続きこの街に編集局を置いている。新聞の他に、地方民間オンラインサービス Dorfinfo.de がある。

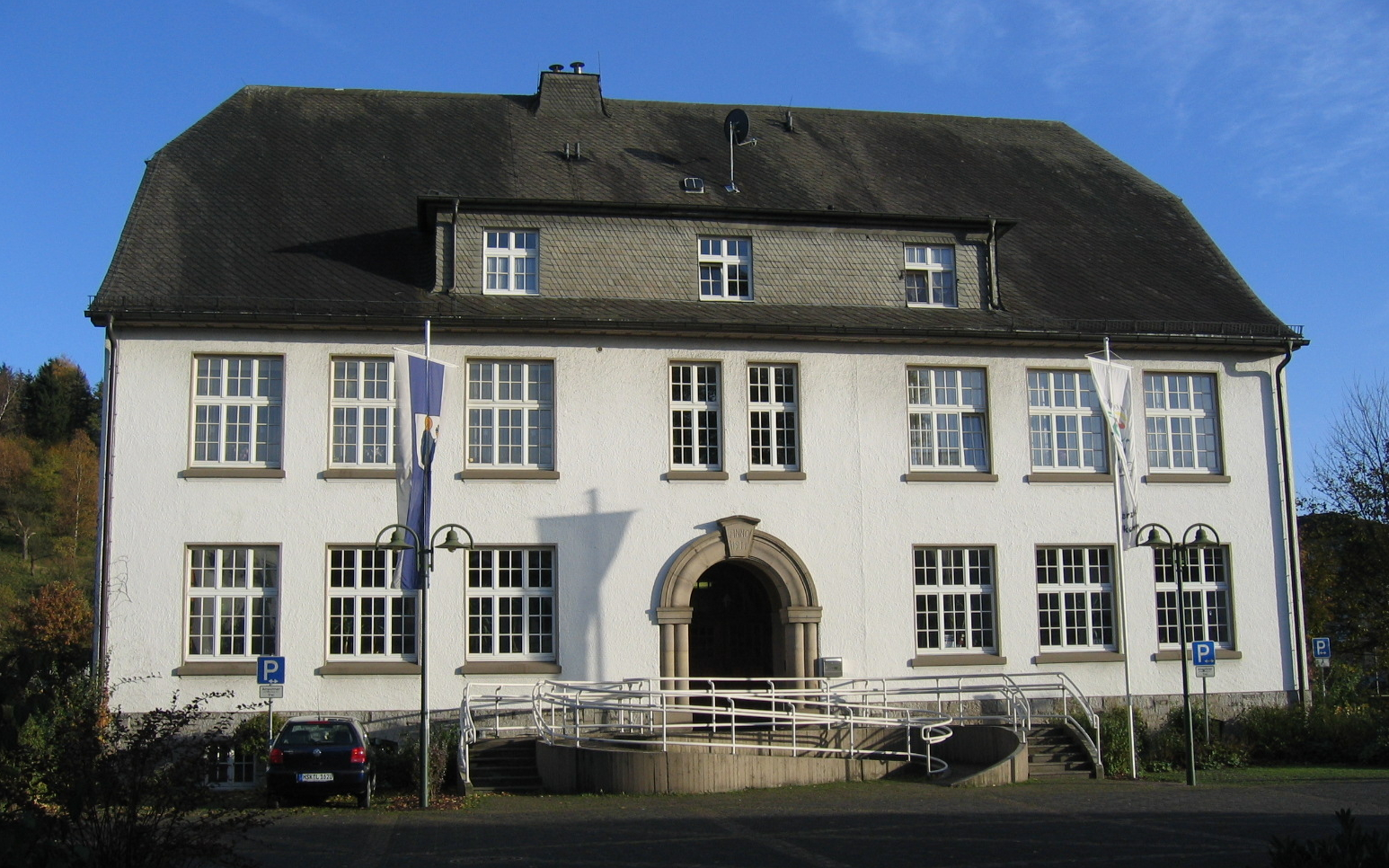
旧ヨハネスシューレ

### 教育
ズンデルンには、2008年8月以降、市立本課程学校1校（本課程学校2校が統合された）、実科学校1校（1925年にレクトラートシューレとして設立された）、1970年に設立されたギムナジウム1校を含む学校センターがある。市内には全部で9校の基礎課程学校がある。この他に学習障害児のための養護学校が1校ある。
市域を超えて重要なのが、ラングシャイト地区のホーホザウアーラント郡立ゾゾルペゼー教育センターである。

## 人物

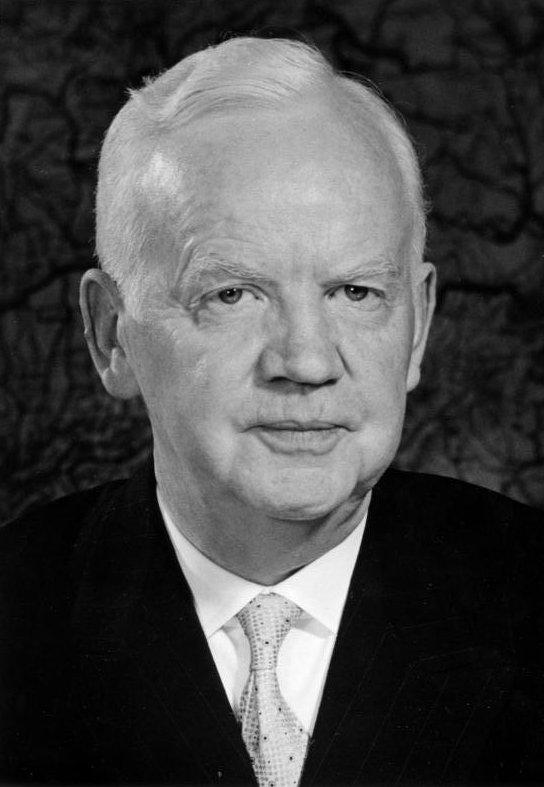
ハインリヒ・リュプケ

### 出身者
- フリードリヒ・ヴィルヘルム・リュプケ（1887年 - 1954年）政治家。シュレスヴィヒ＝ホルシュタイン州首相（任期: 1951年 - 1954年）
- ハインリヒ・リュプケ（1894年 - 1972年）政治家。ドイツ連邦共和国大統領（任期: 1959年 - 1969年）

### ゆかりの人物
- フランツ・ミュンテフェーリング（1940年 - ）政治家。連邦社会労働大臣兼副首相（任期: 2005年 - 2007年）

## 関連資料

### 書籍
- Paul Dick (1925). Geschichtliches über Kloster Brunnen – Ein Beitrag zur Sauerländischen Heimatkunde. Endorf. p. 25
- Ferdinand Wagener (1929). Kloster Brunnen in Geschichte und Erzählung. Hüsten: Verlag Th. Ruhrmann. p. 179
- Sundern/Sauerland – Ein Bildbericht. Gemeinde Sundern. (1964). p. 112
- Ferdinand Wagener; Magdalena Padberg (1979). Kloster Brunnen. Grobbel-Verlag Fredeburg. p. 170
- Maria Rörig (1981). “Endorf – Geschichte einer Landgemeinde im Sauerland”. Geschichte der Stadt Sundern, Band 3. Sundern. p. 368
- Werner Pieper (2004). Die 13 Leben des Heinrich Lübke. Löhrbach im Odenwald: Verlag Werner Pieper & The Grüne Kraft
- Michael Schmitt (2005). Die Sunderner Heimatkrippe in der Rochus-Kapelle und ihre Figuren. Sundern: Kath. Kirchengemeinde St. Johannes Evangelist. ISBN 978-3-00-017434-6
- Werner Neuhaus; Dr. Hubert Schmidt; Michael Schmitt; Berthold Schröder (2010). 700 Jahre Sundern – Freiheit und Kirche – Bd. I Beiträge zur geschichtlichen und politischen Entwicklung. Sundern: Druckhaus Hölken

これらの文献は、翻訳元であるドイツ語版の参考文献として挙げられていたものであり、日本語版作成に際し直接参照してはおりません。

### ウェブ
- “Hauptsatzung der Stadt Sundern (Sauerland) vom 16.05.2017” (PDF).   Stadt Sundern (Sauerland) (2017年5月16日). 2018年5月2日閲覧。
- “Kommunalprofil Sundern (Sauerland), Stadt” (PDF).   Information und Technik Nordrhein-Westfalen (IT.NRW) (2017年5月31日). 2018年5月2日閲覧。